# Hungatella
Hungatella — рід грампозитивних бактерій родини Clostridiaceae. Представники роду входять до складу фекальної мікробіоти людини.

## Види
- Hungatella effluvii Kaur et al. 2014
- Hungatella hathewayi (Steer et al. 2002)
- Hungatella hominis Liu et al. 2022
- Hungatella xylanolytica (Scholten-Koerselman et al. 1988)